# NGC 6877
NGC 6877 est une vaste galaxie elliptique située dans la constellation du Paon. Sa vitesse par rapport au fond diffus cosmologique est de 4 395 ± 27 km/s, ce qui correspond à une distance de Hubble de 64,8 ± 4,6 Mpc (∼211 millions d'al). NGC 6877 a été découverte par l'astronome britannique John Herschel en 1835.
En raison d'une brillance de surface égale à 11,75 mag/am2, on peut qualifier NGC 6877 de galaxie présentant une brillance de surface élevée.
La base de données Simbad, qui contient par ailleurs plusieurs erreurs d'identification, indique que NGC 6877 est l'étoile TYC 9311-35-1.

## Groupe de NGC 6876
Selon A. M. Garcia, NGC 6877 fait partie du groupe de NGC 6876. Ce groupe de galaxies renferme au moins dix membres. Les autres galaxies du groupe sont NGC 6876, NGC 6880, IC 4899, IC 4967, IC 4981, IC 4992, PGC 64439, PGC 64472 et PGC 64474.